# Thomas Pellow
Thomas Pellow, född 1704 i Penryn, död 1745, var en brittisk sjöman. 
Han föll offer för slavhandeln på Barbareskkusten sedan han tillfångatagits av barbareskpiraterna, och utgav en skildring av sina erfarenheter av slaveri i Marocko.